# Hedwig Anneler
Œuvres principales
Das ist Lötschen: Landes- u. Volkskunde des Lötschentales (1917)
Blanche Gamond : Ein Hugenottenbuch (1940)
Hedwig Anneler, née le 5 février 1888 à Berne et morte le 8 mai 1969 à Givrins, est une historienne, romancière et nouvelliste suisse d'expression allemande.
Elle est notamment l'auteur d'une monographie illustrée sur les habitants du Lötschental et d'un roman sur la persécution des huguenots.

## Biographie

### Origines et famille
Hedwig Anneler naît le 5 février 1888 à Berne. Elle est originaire de Thoune.
Sa mère, née Marie Beck mais connue sous son nom de mariage Marie Anneler (de), originaire du canton de Schaffhouse et issue d'une famille de peintres et peintre verrier, est peintre verrier et écrivain,. Son père, Franz Ludwig Anneler, est imprimeur et descendant par sa mère de l'architecte et peintre Niklaus Sprüngli. Elle est la benjamine d'une fratrie de quatre enfants, comptant deux sœurs et deux frères, dont l'artiste peintre Karl Anneler.
Elle épouse le juriste et militant des droits des femmes Leohnard Jenni (de) en février 1925 et emménage avec lui dans le canton de Glaris. Le mariage n'est pas heureux et le couple divorce en automne 1927, tout en restant en bons termes jusqu'au milieu des années 1960.

### Études
Elle suit sa scolarité à Berne. Ses parents ont de nombreux contacts avec les juifs russes qui fuient les persécutions, offrant même le gîte à certains d'entre eux, ce qui la conduit à étudier l'hébreu et la culture hébraïque dès son adolescence.
Elle obtient le brevet d'enseignement pour le degré primaire en 1907, puis pour le secondaire, en histoire et en langues, en 1909. Elle fait ensuite des études d'histoire, d'hébreu, de syriaque et d'araméen à l'Université de Berne, conclues par un doctorat en 1912 (sous la direction de Philipp Woker (de) et Karl Marti (de)) consacré à l'histoire de la colonie militaire juive de l'île Éléphantine, près d'Assouan en Égypte,. Elle est l'une des premières femmes à obtenir un doctorat à l'Université de Berne.

### Recherches et publications
Elle séjourne une décennie, jusqu'en 1922, à Blatten, dans le Lötschental, avec son frère pour en étudier la population et l'histoire et publie en 1917 une monographie sur le sujet, que ce dernier illustre de plus de 200 images. 
Elle écrit régulièrement à partir de 1917 dans des journaux suisses, essentiellement sur le Lötschental, mais aussi à partir de 1920 sur des sujets historiques, religieux (elle plaide en 1927 pour l'engagement de femmes au poste de pasteur) et féministes. Elle y publie également des nouvelles, parfois rédigées en suisse allemand. Son roman d'amour et roman à clef publié en 1925, Der Glücksbogen, se déroule dans le Lötschental.
Après la mort de sa mère en 1933, qu'elle soigne pendant quatre ans, elle déménage à Coppet, dans le canton de Genève, avec l'une de ses sœurs et leur frère Franz. Elle y écrit une série d'articles sur Germaine de Staël et Albertine Necker de Saussure, qui avaient vécu à Coppet, et écrit à nouveau des nouvelles, notamment dans le journal féministe Berna. 
Son dernier ouvrage, qui paraît en 1940 et rencontre un grand succès, est un roman portant sur la persécution des huguenots,. Issu de cinq ans de travail, il se fonde sur les mémoires d'une jeune huguenote française nommée Blanche Gamond, exilée à Berne,. 
Elle ne trouve par la suite plus d'éditeur disposé à la publier.

### Autres activités, notamment féministes
Elle s'engage toute sa vie en faveur de la paix et de la promotion des droits de l'homme, luttant principalement contre les préjugés antisémites et pour le droit de vote des femmes. 
Elle participe notamment avec Gertrud Woker, à qui elle est liée d'amitié depuis l'enfance, à l'exposition suisse du travail des femmes (SAFFA) de 1928, pour laquelle elle réalise une brochure qui fait la recension des femmes ayant fait des études à l'Université de Berne. Elle devient également membre de la Ligue internationale des femmes pour la paix et la liberté avant la Seconde Guerre mondiale.

### Vie après Coppet
Elle déménage dans un vieux moulin à Luins, dans le district de Nyon, en 1940, où elle vit en autosuffisance avec sa sœur pendant 18 ans, cultivant les terres et élevant des animaux. Elles se voient finalement forcées de vendre et déménagent à Givrins, au nord de Nyon dans le canton de Vaud, en 1959. Elle publie encore quelques récits dans la presse régionale en 1967 et 1968 et une notice nécrologique pour Gertrud Woker.
Elle meurt le 8 mai 1969 à Givrins, deux avant l'introduction du droit de vote des femmes au niveau fédéral en Suisse.

## Œuvres

### Études historiques et ethnologiques
- (de) Zur Geschichte der Juden von Elephantine, Berne, M. Drechsel, 1912, 155 p.
- (de) Das ist Lötschen: Landes- u. Volkskunde des Lötschentales  (ill. Karl Anneler), Berne, M. Drechsel, 1917, 360 p. (présentation en ligne)
- (de) Aletschduft: Geschichten aus einem Bergdorf, Bâle, F. Reinhardt, 1922, 136 p.
- (de) Kleines Lötschenbuch, Berne, 1923, 124 p.

### Romans
- (de) Der Glücksbogen, Berne, Verlag der Verbandsdruckerei A.-G., 1925, 180 p.
- (de) Blanche Gamond : Ein Hugenottenbuch, Zurich, New-York, Oprecht, 1940, 354 p.